# Абу Табит
Абу Табит Амир аль-Марини, или Абу Табит (1283 - 28 июля 1308) — восьмой маринидский султан Марокко, сын (или внук) Абу Якуба Юсуфа.

## Биография
Султан Маринидов Абу Якуб Юсуф находился в Королевстве Тлемсен, осаждая столицу Абдальвадидов, когда неожиданно был убит. Во время этой долгой осады, которая началась ещё в 1299 году, султан не мог помешать ставленнику Насридов Усману ибн Идрису высадиться в Сеуте в 1306 году и захватить большую часть северного Марокко.
Новый султан Абу Табит, чей авторитет был оспорен четырьмя претендентами, должен был выбирать между продолжением осады или восстановлением своих владений. Он выбрал второе.
Действуя быстро, Абу Табит изгнал трёх претендентов, а затем заключил сделку с правителем Абдальвадидов Абу Зайяном I о мирном снятии осады Тлемсена. Абу Табит перебросил свои войска обратно в Марокко, чтобы устранить четвёртого претендента, Усмана ибн Идриса, не оставляя почти никаких гарнизонов, чтобы удерживать позиции Маринидов по пути. Это позволило Абдальвадиам не только захватить осадный лагерь осады Маринидов, к тому времени превратившийся в полноценный город, известный как аль-Махалла аль-Мансура, и двинуться вниз по побережью к Уджде, вернув себе все завоевания Маринидов в регионе за последние несколько лет.
Чтобы координировать свои действия против Усмана ибн Идриса, Абу Табит воздвиг новый город, Тетуан, к югу от Сеуты.
В июле 1308 года Абу Табит заболел и умер в Тетуане. Его сменил его брат Абу-ль-Рабия Сулейман.